# Strzemilcze
Strzemilcze (ukr. Стремільче) – wieś na Ukrainie. Należy do rejonu czerwonogrodzkiego w obwodzie lwowskim i liczy 454 mieszkańców.
W II Rzeczypospolitej do 1934 roku wieś stanowiła samodzielną gminę jednostkową w powiecie radziechowskim w woj. tarnopolskim. W związku z reformą scaleniową została 1 sierpnia 1934 roku włączona do nowo utworzonej wiejskiej gminy zbiorowej Szczurowice w tymże powiecie i województwie. Po wojnie wieś weszła w struktury administracyjne Związku Radzieckiego.

## Zabytki
- zamek, wybudowany w XVII w.[2]